# Congrès international d’architecture moderne

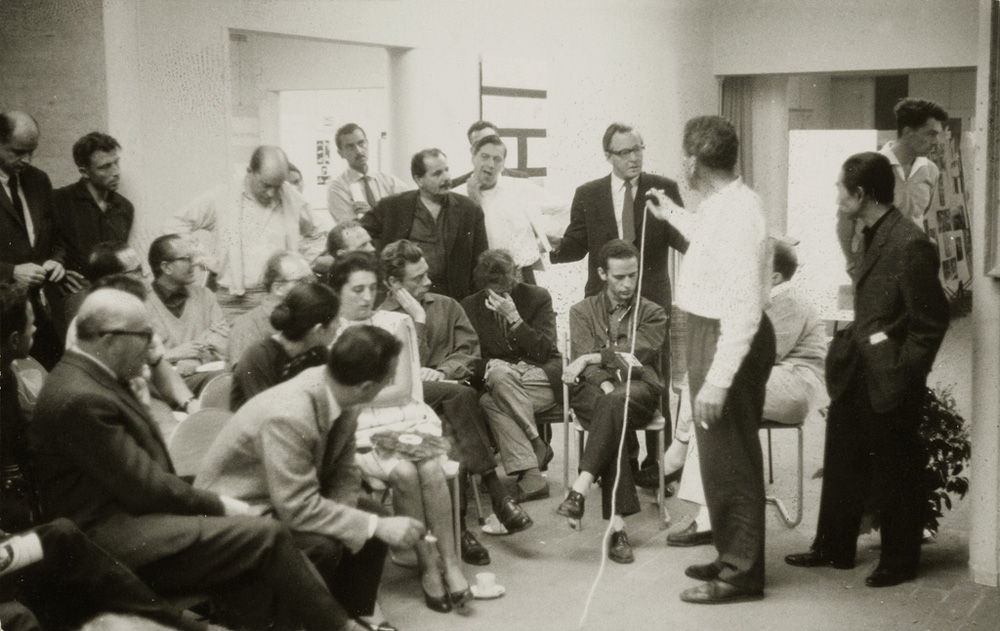
Ostatnie powojenne spotkanie i rozwiązanie CIAM w roku 1959 w holenderskim Otterlo, w którym udział brało 43 architektów będących członkami owej organizacji.

Congrès international d’architecture moderne (CIAM), Międzynarodowy Kongres Architektury Nowoczesnej – międzynarodowa organizacja architektów modernistycznych powstała dla wzajemnej konsultacji i konsolidacji rozwoju współczesnej architektury i jej propagowania.
CIAM powstał w 1928 wskutek ogólnoeuropejskiego protestu architektów nowoczesnych po unieważnieniu wygranej Le Corbusiera w konkursie na Pałac Ligi Narodów w Genewie w 1927. Pierwszym prezesem został Szwajcar Karl Moser. W 1933 architekci czwartego kongresu CIAM utworzyli Kartę Ateńską, zbiór postulatów dotyczących urbanistyki i architektury mieszkaniowej, stanowiących później ogólnie uznawany wzorzec w wielu krajach europejskich. Zarówno komuniści jak i naziści potępili architekturę modernizmu oraz CIAM. Po przerwie spowodowanej II wojną światową CIAM został reaktywowany i działał do 1956. Został rozwiązany w 1959 w Otterlo.

## Kongresy CIAM
Lista kongresów:
- 1928, CIAM I, La Sarraz, Szwajcaria (założenie CIAM)
- 1929, CIAM II, Frankfurt nad Menem, Niemcy, Mieszkanie dla minimum egzystencji
- 1930, CIAM III, Bruksela, Belgia, W sprawie racjonalnego zagospodarowania terenu
- 1933, CIAM IV, Ateny, Grecja, Funkcjonalne miasto (Karta Ateńska)
- 1937, CIAM V, Paryż, Francja, Mieszkanie i wypoczynek
- 1947, CIAM VI, Bridgwater, Wielka Brytania (na temat sytuacji urbanistyki po II wojnie światowej)
- 1949, CIAM VII, Bergamo, Włochy, Karta Ateńska w praktyce
- 1951, CIAM VIII, Hoddesdon, Wielka Brytania, Serce miasta
- 1953, CIAM IX, Aix-en-Provence, Francja, Siedlisko (łac. habitat)
- 1956, CIAM X, Dubrownik, Jugosławia, Siedlisko
- 1959, CIAM XI, Otterlo, Holandia (rozwiązanie CIAM)